# Rattus elaphinus
Rattus elaphinus là một loài động vật có vú trong họ Chuột, bộ Gặm nhấm. Loài này được Sody mô tả năm 1941.